# Pier Francesco Ferrero

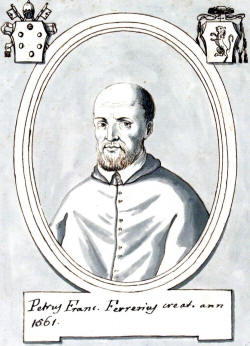
Pier Francesco Kardinal Ferrero

Pier Francesco Ferrero (* 1510 in Biella; † 14. November 1566 in Rom) war ein Kardinal der katholischen Kirche.

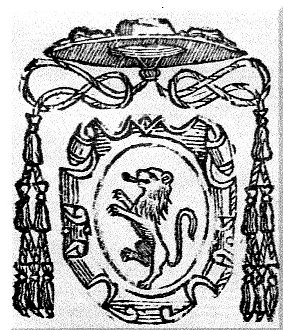
Kardinalswappen

Der jüngere Bruder des Kardinals Filiberto Ferrero war von 1527 bis 1550 Kommendatarabt von S. Stefano in Vercelli und wurde am 20. Dezember 1536 zum Bischof von Vercelli ernannt. Von 1549 bis 1560 auch Kommendatarabt von San Stefano d'Ivrea, war er im Jahre 1540 Vizelegat in Bologna. 1552 als Delegat auf dem Konzil von Trient, war er 1557 Auditor des Kardinals Carlo Carafa in Brüssel und von 1560 bis 1561 Nuntius in Venedig.
Am 26. Februar 1561 von Papst Pius IV. zum Kardinal kreiert, erhielt er am 3. Juni 1561 die Titelkirche San Cesareo in Palatio. Nachdem er am 10. November 1561 auf die Titelkirche Sant’Agnese in Agone gewechselt war, verzichtete er am 2. Mai 1562 auf sein Bistum. Am 7. Oktober 1566 wechselte er als Kardinalpriester auf die Titelkirche Sant’Anastasia al Palatino.